# Minoritetsspråk
Minoritetsspråk är språk som talas av en språklig minoritet i en stat där majoriteten av befolkningen talar ett annat språk och inte innehar en explicit position som statsbärande språk[förklaring behövs]. Ett minoritetsspråk kan även definieras ur en sociolingvistisk synvinkel, där ett minoritetsspråk talas av någon som inte talar samma språk som talarna i den direkta närheten eller lokalt[förklaring behövs].

## Juridiskt
Stater, eller administrativa enheter (exempelvis delstater i en federativ nation), kan välja att formellt fastslå vilka språk som innehar officiell status som minoritetsspråk. Detta kan ske enligt lagstiftning eller genom internationella avtal. Exempelvis Europeisk stadga om landsdels- eller minoritetsspråk är ett sådant internationellt avtal som också legat till grunden för lagstiftningen på en nationell nivå. Juridiskt sett är sådana språk som talas av ett mindre antal människor inte ett minoritetsspråk inom en stat eller annat område. Exempel på sådana språk talas av en mindre antal människor inom en stat men ändå inte är minoritetsspråk är svenska i Finland, franska i Schweiz och franska i Belgien. Fallet Schweiz visar hur denna ställning påverkar människors vardag då Schweiz är en stat byggd på i regel starkt enspråkiga kantoner. Därför har franskspråkiga få rättigheter i tyskspråkiga kantoner och vice versa.
Den juridiska ställningen som minoritetsspråk har betydelse för dess talare då statusen som minoritetsspråk ger språket ett visst skydd samtidigt som det även markerar språkets ställning i relation till det statsbärande[förklaring behövs] språket. Med exempel från Finland ser man en policy där språkliga minoriteter förutsätts lära sig någondera av nationalspråken, finska eller svenska, är mycket starkare än för de som har något av nationalspråken som modersmål[förklaring behövs].
I Sverige är juridiskt fastslagna minoritetsspråk meänkieli, jiddisch, finska, romani chib och samiska och omnämns i olika nationella lagar. I Finland är det svårare att säga vad som är ett juridiskt fastställt minoritetsspråk, men utöver nationalspråken finska och svenska nämns samiska, romani och teckenspråk i lagstiftningen. Finland har också enligt "Europeisk stadga om landsdels- och minoritetsspråk" ett förstärkt skydd för karelska, tatariska, ryska  och jiddisch.

## Sociolingvistiskt
Trots den juridiska ställningen som officiellt språk kan språkets talare befinna sig i en de facto minoritetsställning även i geografiskt avgränsade områden. Således är exempelvis flertalet finlandssvenskar i minoritet, eftersom de oftast bor på orter där finskan är i majoritet. I ett fåtal fall är en finskspråkig i minoritetsposition i Närpes, på Åland eller i vissa delar i Raseborg. Ett sådant förhållande påverkar mer hur språk används i samhället hos gruppen på orten och hos individen och mindre officiell språkpolicy. Det är även inom de sociala kontakterna som bilden på den egna gruppen och den andra skapas, samt att språkliga maktförhållanden stadfästs, utmanas eller skapas.